# Edge of Sanity
Edge of Sanity foi uma banda de death metal da Suécia.

## Biografia
Enquanto artistas como Bathory e Emperor tinham gravado canções que podiam ser consideradas épicas, Edge of Sanity ao lado de Opeth são considerados como sendo os primeiros a fundir estilos extremos como death metal e black metal com rock progressivo.
A banda se afirmou como uma banda de death metal no seu albúm de estreia Nothing But Death Remains, mas o seu segundo lançamento Unorthodox, com faixas como "Enigma" e "When All Is Said", mostrou que estavam saindo de algumas convenções do estilo musical. The Spectral Sorrows, Until Eternity Ends, e Purgatory Afterglow continuaram a tendência, e ao lançamento do álbum de 1996, Crimson, já eram uma banda de metal progressivo. Crimson foi um álbum conceitual de 40 minutos que consiste inteiramente de uma faixa, que diz a respeito de um futuro pós-apocalíptico em que a humanidade perdeu a capacidade de procriar. Depois de mais um álbum, Infernal (1997), o guitarrista/vocalista/compositor Dan Swanö deixou a banda, e sua saída é geralmente associado a um declínio na qualidade do material da banda. Swanö foi substituído por Robert Karlsson, o vocalista do Pan.Thy.Monium (projeto em que Swanö também estava envolvido), mas depois de mais um álbum, Cryptic (mesmo ano), a banda acabou.
Em 2003, Swanö convocando o equipamento como um "one-man band" (com a participação de vários músicos, no entanto) gravou uma seqüência de Crimson: Crimson II. Imediatamente após o lançamento ele dissolveu o projeto. E está "em silêncio" desde então.

## Integrantes

### Última formação
- Dan Swanö - Gravou o vocal e todos os instrumentos do último álbum.

### Músicos anteriores
- Anders Lindberg - baixo (1989-1999)
- Benny Larsson	- bateria (1989-1999)
- Dread	Guitars - guitarra (1989-1999), baixo (1993), vocal (1997)
- Sami Nerberg - guitarra (1989-1999)
- Roberth "Robban" Karlsson - vocal (1997-1999)

## Discografia

### Álbuns
- Nothing but Death Remains (1991)
- Unorthodox (1992)
- The Spectral Sorrows (1993)
- Purgatory Afterglow (1994)
- Crimson (1996)
- Infernal (1997)
- Cryptic (1997)
- Crimson II (2003)

### Eps
- Until Eternity Ends (1994)

### Compilações
- Evolution (1999)
- When All Is Said: The Best of Edge of Sanity (2006)
- Crimson I & II (2015)